# 山名豊定
山名 豊定（やまな とよさだ）は、但馬の守護大名・戦国大名。但馬山名氏の当主の弟。 

## 生涯
永正9年（1512年）、山名致豊の子として生まれる。正室は室町幕府の管領である細川高国の娘。
大永8年（1528年）、叔父で但馬守護の山名誠豊が死去すると、兄の山名祐豊がその養子となって山名氏宗家の家督と但馬守護職を継承した。
豊定は但馬守護祐豊（兄）の命で、因幡に討ち入り、毛利方となっていた一族の山名誠通（因幡守護）を抑えて鳥取城・岩井城を中心にして東因幡の支配を進め、天文17年（1548年）には誠通を討って、東因幡の支配を確立したといわれている。
この事件は『因幡民談記』では「申の歳崩れ」と記されているが、傍証史料が存在しないことから事件の存在自体が疑問視されていた。近年では誠通の没落をそれ以前に比定する説が有力であり、豊定自身は誠通没落後に下向し、因幡国主に就任したと見られている。ただし、因幡守護職自体は天文21年（1552年）に尼子晴久が足利将軍家から正式に任命されており、『山田家古文書』巻5には天文16年（1547年）4月28日付けで長田重直に因幡国気多郡などの土地を与える旨を記した豊定の書状が残されていることから、少なくとも所伝の時期より早い頃には入国していることは確かなことである。
永禄3年（1560年）3月3日に死去。享年49。死後は祐豊の子息・棟豊が下向、因幡国主に就任した。